# Sordillos
Sordillos község Spanyolországban, Burgos tartományban. Sordillos Sasamón, Grijalba, Villamayor de Treviño, Villadiego és Villegas községekkel határos. Lakosainak száma 22 fő (2024).

## Népesség
A település népessége az utóbbi években az alábbiak szerint változott:
| Lakosok száma | 32   | 31   | 29   | 33   | 27   | 25   | 23   | 28   | 28   | 22   |
|               | 2001 | 2004 | 2006 | 2009 | 2011 | 2014 | 2016 | 2019 | 2021 | 2024 |